# U8 (Berlins tunnelbana)
| Urban tunnel track end start |

| Urban tunnel station on track |

| Urban tunnel stop on track |

| Urban tunnel stop on track |

| Urban tunnel stop on track |

| Urban tunnel station on track |

| Urban tunnel stop on track |

| Urban tunnel stop on track |

| Unknown BSicon "utABZgr" |

| Urban tunnel station on track |

| Urban tunnel stop on track |

| Urban tunnel station on track |

| Urban tunnel stop on track |

| Urban tunnel station on track |

| Urban tunnel stop on track |

| Urban tunnel stop on track |

| Urban tunnel station on track |

| Urban tunnel station on track |

| Unknown BSicon "utABZg+r" |

| Urban tunnel stop on track |

| Urban tunnel stop on track |

| Urban tunnel station on track |

| Urban tunnel stop on track |

| Unknown BSicon "utABZgr" |

| Urban tunnel station on track |

| Urban tunnel stop on track |

| Urban tunnel stop on track |

| Urban tunnel station on track |

| Urban tunnel track end end |

| Urban tunnel track end start |

| Urban tunnel station on track |

| Urban tunnel stop on track |

| Urban tunnel stop on track |

| Urban tunnel stop on track |

| Urban tunnel station on track |

| Urban tunnel stop on track |

| Urban tunnel stop on track |

| Unknown BSicon "utABZgr" |

| Urban tunnel station on track |

| Urban tunnel stop on track |

| Urban tunnel station on track |

| Urban tunnel stop on track |

| Urban tunnel station on track |

| Urban tunnel stop on track |

| Urban tunnel stop on track |

| Urban tunnel station on track |

| Urban tunnel station on track |

| Unknown BSicon "utABZg+r" |

| Urban tunnel stop on track |

| Urban tunnel stop on track |

| Urban tunnel station on track |

| Urban tunnel stop on track |

| Unknown BSicon "utABZgr" |

| Urban tunnel station on track |

| Urban tunnel stop on track |

| Urban tunnel stop on track |

| Urban tunnel station on track |

| Urban tunnel track end end |

Linje U8 i Berlins tunnelbana har 24 stationer och är 18 km lång. Den går från Wittenau via Gesundbrunnen till Hermannstrasse i Neukölln. Det är den andra tunnelbanelinjen i Berlin som går nord-syd och hette till en början Gesundbrunnen-Neukölln-Bahn.

## Historia
Linje U8 startade som projektet Gesundbrunnen-Neuköllner-Linie, senare GN-Bahn av AEG:s dotterbolag AEG-Schnellbahn-AG. Byggandet började 1912 men försenades av första världskriget. Entreprenören AEG:s ekonomi var så dålig att arbetena ställdes in helt 1919 varpå Berlins stad övertog projektet. Berlin stad saknades resurser och först 1926 återupptogs arbetet med att bygga linjen. 
En första del kunde tas i trafik 1927 på den södra delen av sträckan mellan stationerna Boddinstrasse och Schönleinstrasse. Linjen kom efterhand till Alexanderplatz som även trafikeras av linjerna U2 och U5 varpå en stor underjordisk trafikknutpunkt skapades. 
I samband med byggandet av Berlinmuren 1961. blev Berlins tunnelbanesystem uppdelat i en västlig och östlig del. Den hade den märkliga kuriositeten att två västlinjer, varav den ena linje U8, gick en sträcka under Östberlin på sin väg mot Gesundbrunnen. Här passerade alltså tusentals personer rakt genom järnridån per dag. Bland annat stationen vid Alexanderplatz blev en spökstation. 
1977 invigdes för första gången på 47 år en sträckning på linjen fram till Osloer Strasse. 1987 följde en ny sträcka till Paracelsus-Bad och 1994 till Wittenau. I södra delen förlängdes linjen från Leinestrasse fram till Hermannstrasse som stod klar 1996. Därmed anslöts U8:ans södra del till S-Bahn.

## Stationer

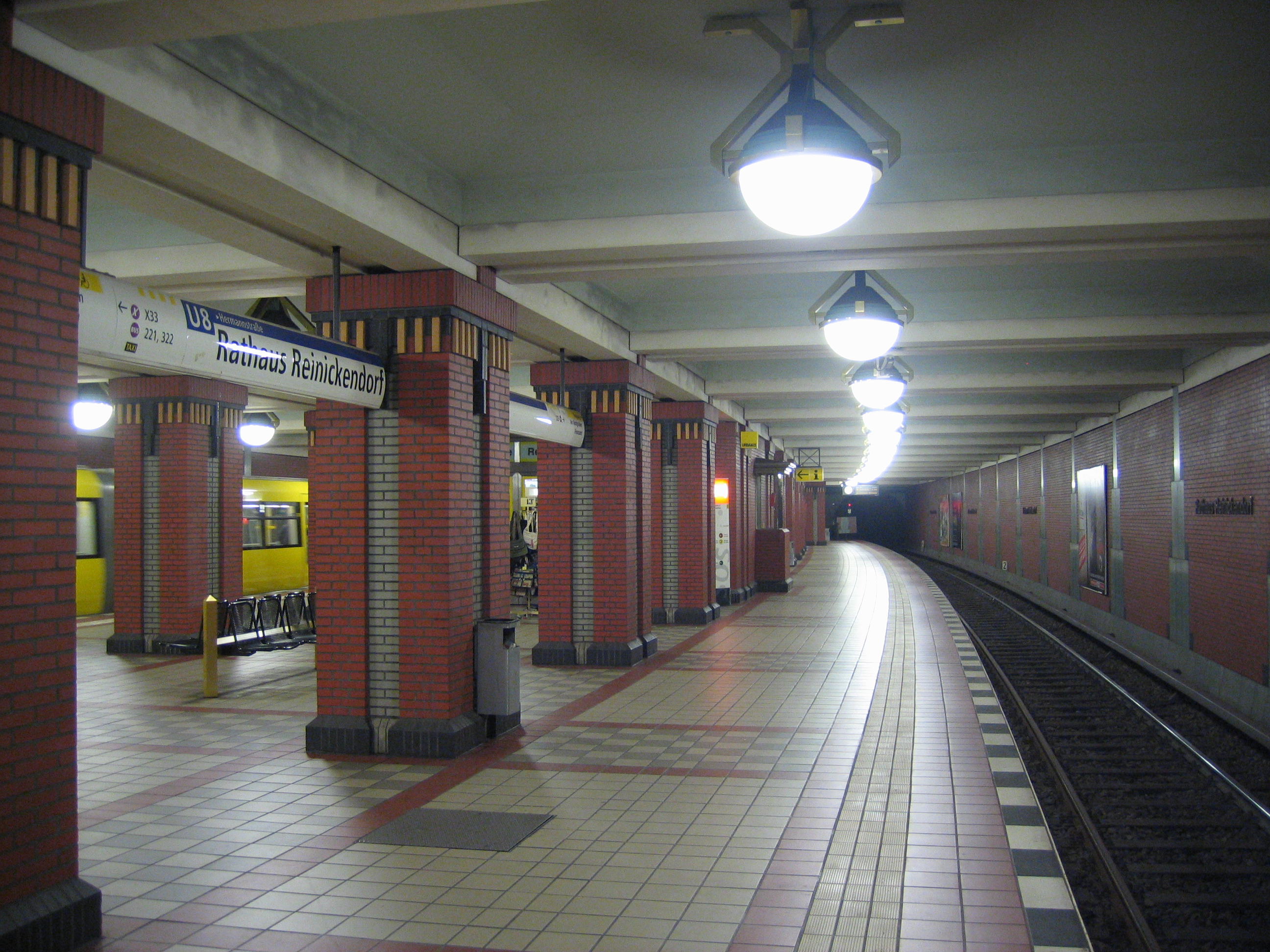
Rathaus Reinickendorf
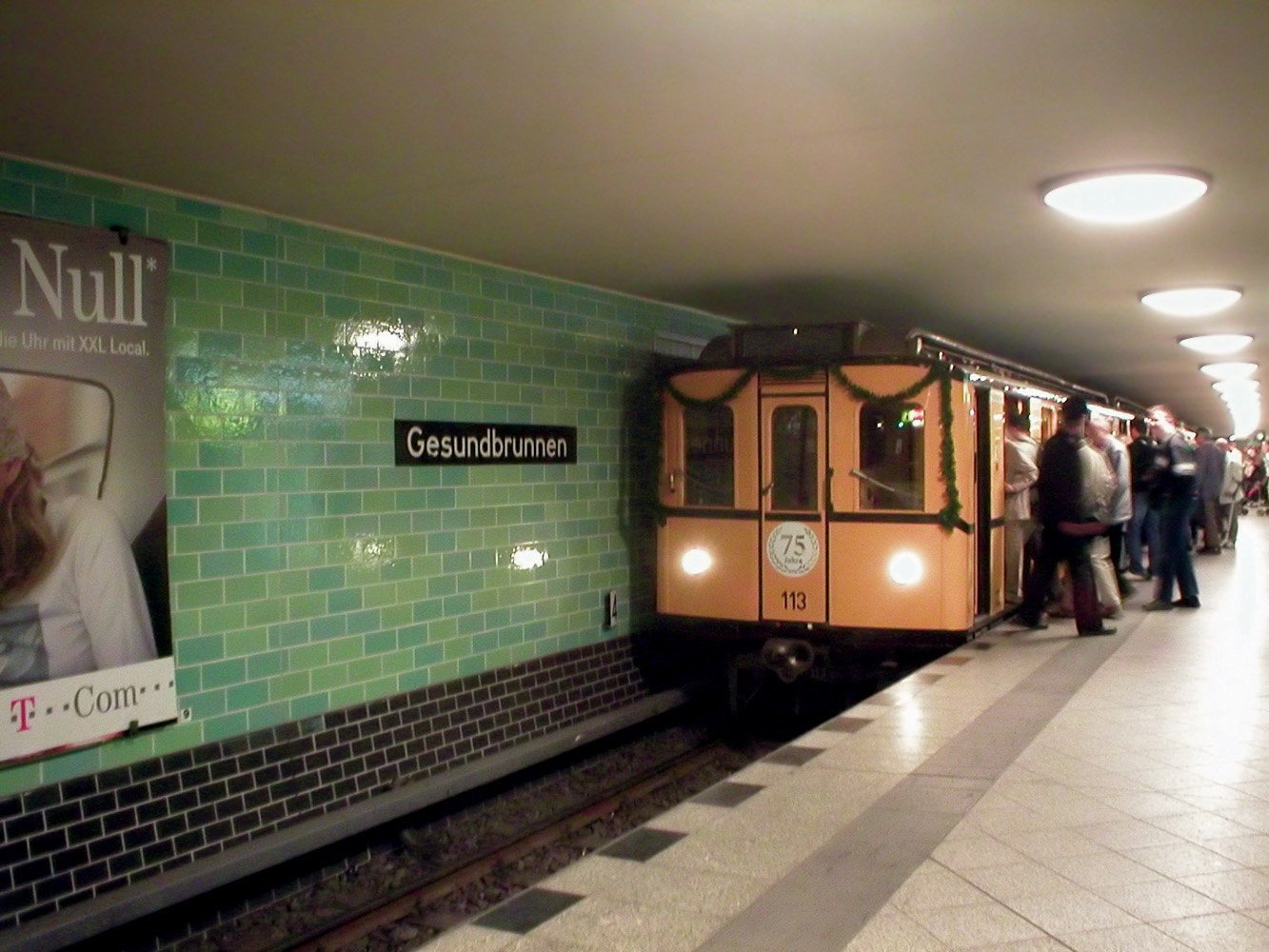
Gesundbrunnen